# Bridgestone
Bridgestone (engl. Bridgestone Corporation) najveći je svjetski proizvođač pneumatika za automobile, autobuse, teretna i specijalna vozila. Trenutno zapošljava oko 144.000 radnika širom svijeta.

## Povijest
Tvrtka je osnovana 1931. godine u japanskom gradu Kurume.
Nakon završetka Drugog svjetskog rata Bridgestone započinje proizvodnju motocikala i bicikala, no najveći prihod ostvaruje prodajom pneumatika drugim proizvođačima motocikala kao što su Honda, Suzuki i Yamaha. 1970. godine prestaje s proizvodnjom motocikala te se počinje fokusirati isključivo na proizvodnju i plasman pneumatika. Godine 1988. preuzima američku tvrtku Firestone.

## Mototrke
Godine 1997. Bridgstone postaje službenim dobavljačem pneumatika na utrkama Formule 1. Nakon višestrukih svjetskih prvaka Michaela Schumachera i Mike Häkkinena njihove pneumatike 2005. godine počinju koristiti i momčadi Ferrarija, Jordana kao i Minardija. Godine 2006. slijede momčadi MF1 Racing, Toyota Racing, Williams kao i Super Aguri F1. Nakon povlačenja francuske tvrtke Michelin 2006. godine postaje jedini dobavljač na tim utrkama. Nakon zavrsetka sezone 2010. napušta Formulu 1.
Do 2008. godine je također opskrbljivao 5 motociklističkih momčadi u natjecanjima skupine MotoGP.
Danas Bridgestone svojim proizvodima opskrbljuje momčadi u serijama Champ Car, Indy Racing League (IRL) kao i GP2.

## Vanjske poveznice
Službena mrežna stranica